# Juan de la Abadía el Viejo

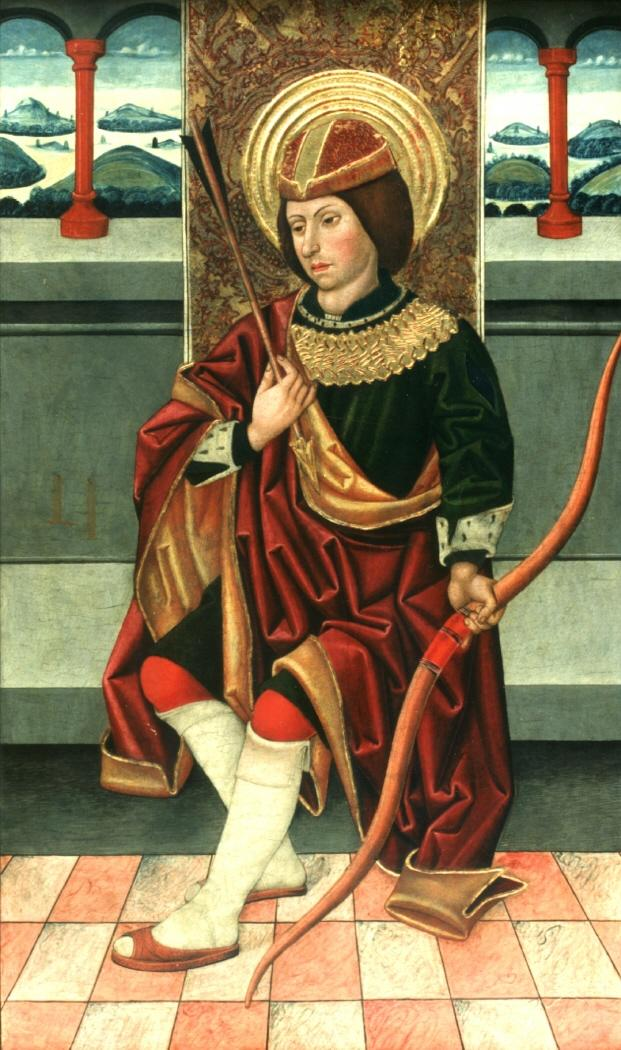
San Sebastián, temple sobre tabla (113,5 x 66,5 cm.), Madrid, Museo Lázaro Galdiano, procedente del retablo mayor de la iglesia de San Esteban de Aniés (Huesca), según un modelo repetido en la predela del retablo del Salvador de la ermita de Broto, actualmente conservado en el Museo de Zaragoza.

Juan de la Abadía el Viejo (siglo XV), pintor español activo en tierras aragonesas, encontrándosele bien documentado en la zona de Huesca entre 1470 y 1498, año que se supone de su muerte. Con él colaboró su hijo, Juan de la Abadía el Joven, con quien llegaría a contratar algunos retablos después de 1490.
Su estilo se encuadra en el gótico hispano flamenco, influido por Jaume Huguet y Pedro García Benabarre, por lo que se le ha supuesto un posible origen catalán.
Entre las obras documentadas se encuentran los retablos de Santa Catalina (1490) de la iglesia de la Magdalena de Huesca, actualmente disperso; el de la localidad de San Vicente de Labuerda; el del Salvador en la ermita de Broto, conservado en el Museo de Zaragoza; y el de Santo Domingo en Almudévar, por el que fue conocido como el Maestro de Almudévar hasta su correcta identificación por Ricardo del Arco y Garay.

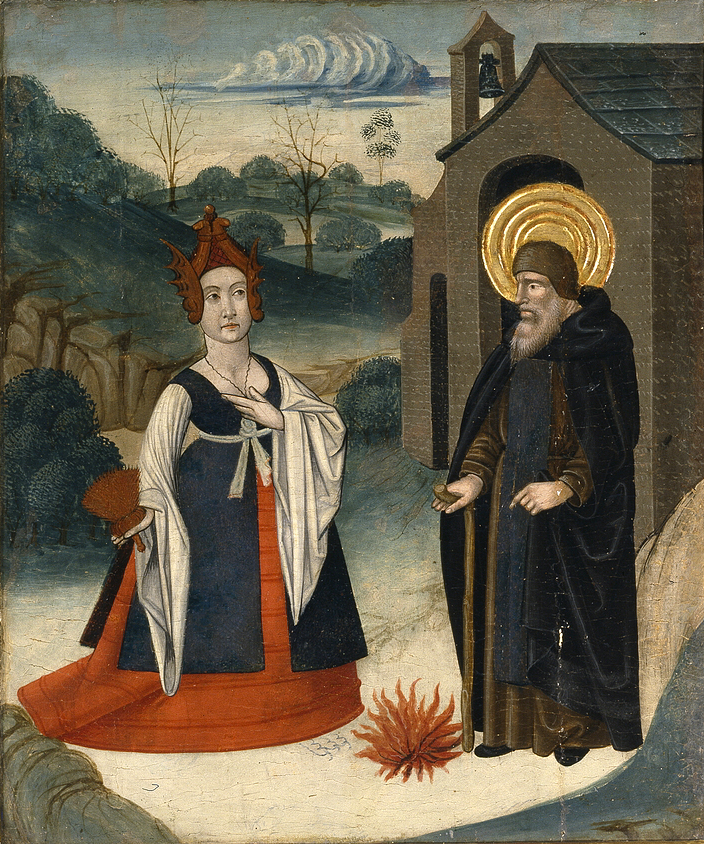
San Antonio abad tentado por una mujer (Museo del Prado)
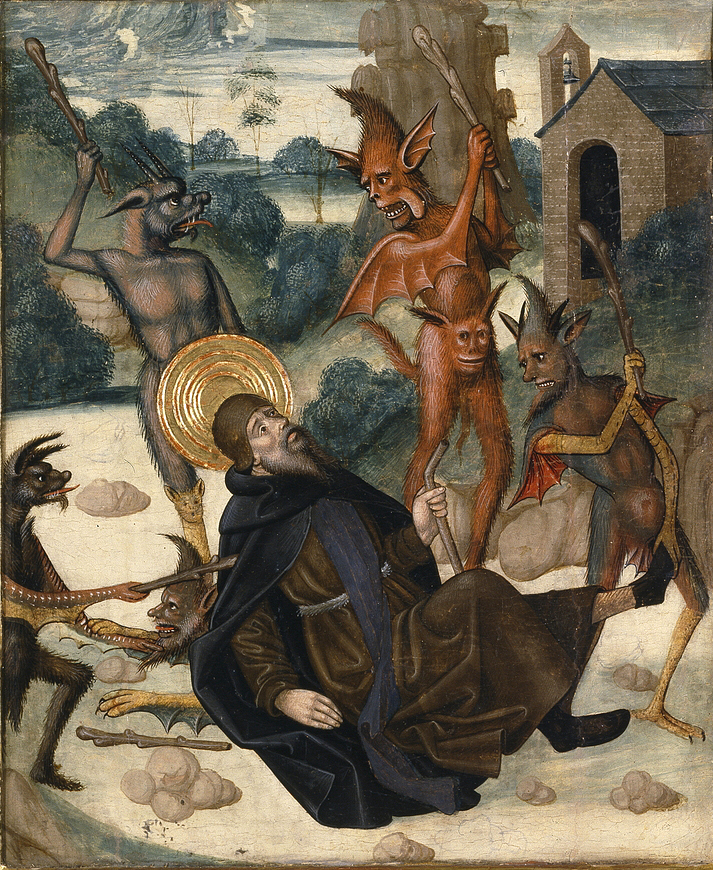
San Antonio abad tentado por los demonios (Museo del Prado)
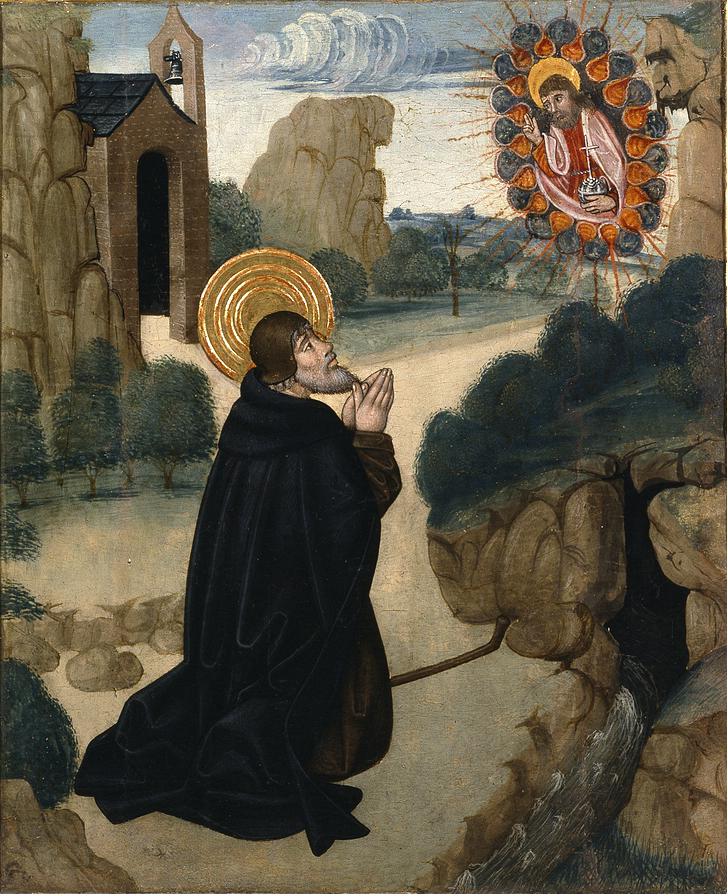
Jesús se aparece a san Antonio (Museo del Prado)